# Odawara
Odawara (小田原市, Odawara-shi) est une ville de la préfecture de Kanagawa, au Japon.

## Géographie

### Situation
La ville d'Odawara est située sur l'île de Honshū, à environ 72 km, à vol d'oiseau, au sud-ouest de Tokyo. Dans le sud-ouest de la préfecture de Kanagawa, elle s'étend sur 113,81 km2 et possède une façade maritime en baie de Sagami.

### Municipalités limitrophes
| Minamiashigara | Kaisei, Ōi | Nakai, Ninomiya |
| Hakone         | Odawara    | baie de Sagami  |
| Yugawara       | Manazuru   | baie de Sagami  |

### Démographie
De 54 699 habitants, en 1940, la population d'Odawara est passée à 200 173 habitants en 2000, notamment du fait de l'incorporation, jusqu'en 1971, de municipalités voisines. Dix-huit ans plus tard, la ville affiche une décroissance démographique de 4,4 %, avec, au 1er avril 2018, une population de 191 325 habitants.

### Occupation des sols
En 2018, les zones urbanisées d'Odawara occupent 24,6 % (28,02 km2) de la superficie totale de la ville, les zones d'habitations 17,3 % (19,69 km2) et les terres cultivées 21,5 % (24,46 km2). La forêt recouvre 16 % (18,26 km2) d'Odawara ; les zones humides, les étangs et les marais 11,7 % (13,34 km2) de son territoire.

## Histoire

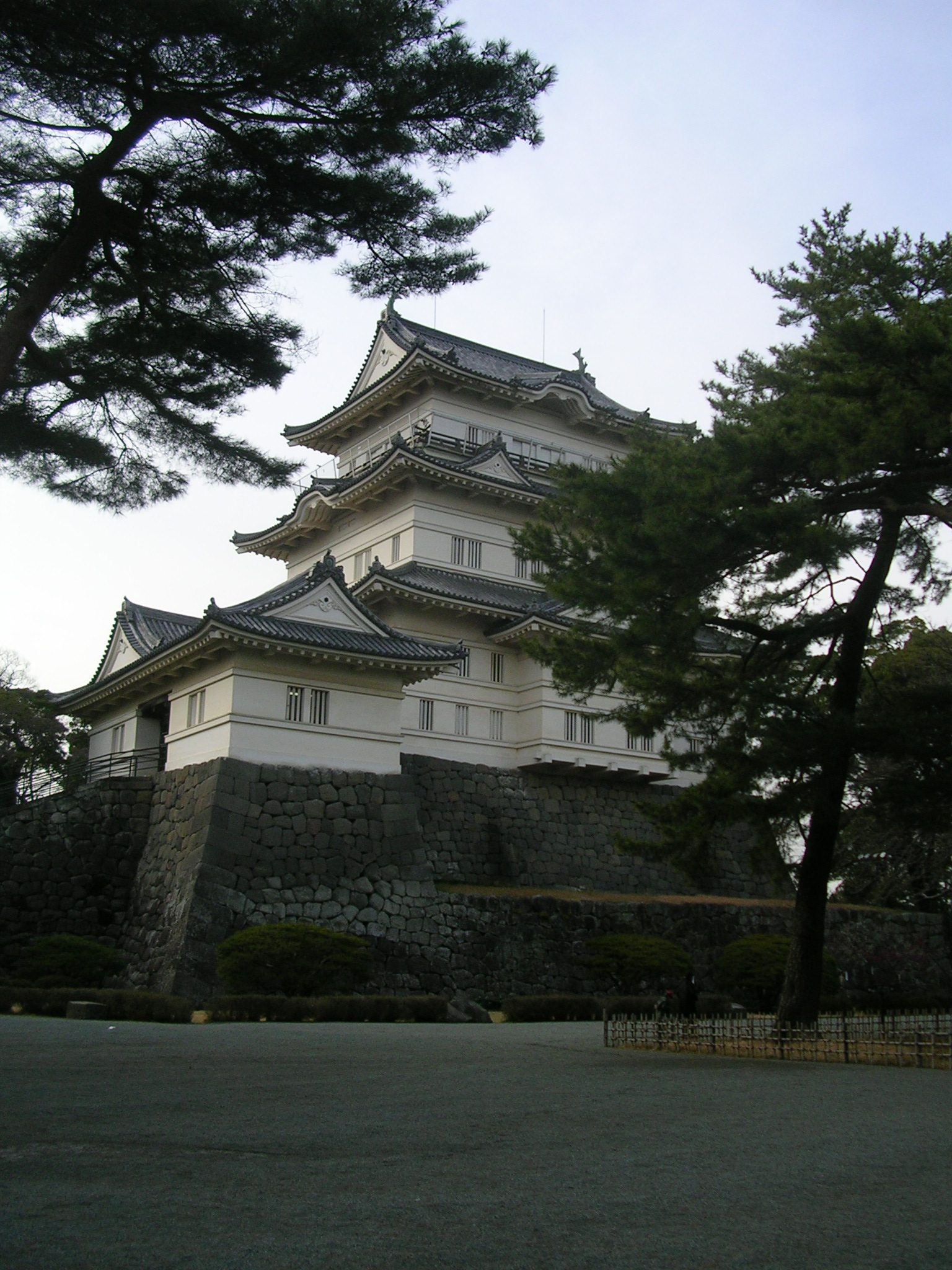
Le château d'Odawara.

Le château d'Odawara est construit en 1418. En 1787 est créé le village de Kayama. Au cours de l'année 1876, celui-ci devient l'un des 21 arrondissements de la préfecture de Kanagawa : l'arrondissement d'Odawara. Le 20 décembre 1940, la fusion de trois villages et de deux bourgs donnent naissance à la ville d'Odawara,.

## Économie
En 2016, la ville d'Owara comptait 7 763 entreprises employant 82 174 salariés.

### Tourisme
En 2017, la ville d'Odawara a accueilli 6 114 772 de touristes, dont 96,7 % étaient en visite d'une journée. En particulier, 744 962 personnes ont visité le château de la ville, 406 000 ont assisté à la fête annuelle des pruniers (ume matsuri) et 544 000 à la fête traditionnelle des cerisiers.

## Jumelages et partenariats
- Kishiwada (Japon) depuis 1968
- Chula Vista (États-Unis) depuis 1981
- Manly (Australie) depuis 1991
- Nikkō (Japon) depuis 2006

## Transport
- Route :
  - Route nationale 1 (vers Tokyo ou Osaka)
- Chemin de fer
  - JR East : ligne principale Tōkaidō (vers Tokyo ou Atami)
  - JR Central : ligne Shinkansen Tōkaidō (vers Tokyo ou Osaka)
  - Odakyū : ligne Odawara (vers Shinjuku)
  - Hakone Tozan Railway : ligne Hakone Tozan (vers Hakone)
  - Izuhakone Railway : ligne Daiyūzan

## Personnalités liées à la municipalité
- Shinʼichi Makino (1897-1936), écrivain japonais.